# Shehzana Anwar
Shehzana Anwar, född 21 augusti 1989, är en kenyansk bågskytt. Hon deltog vid olympiska sommarspelen 2016.